# 平井六右衛門

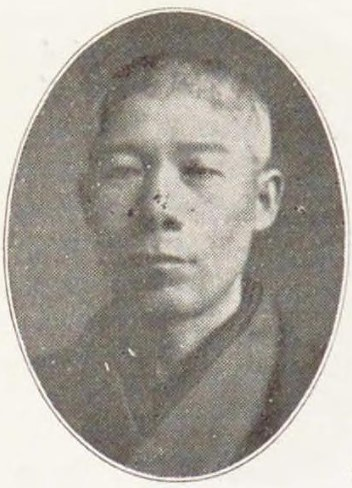
平井六右衛門

12代 平井 六右衛門（ひらい ろくえもん、1866年1月8日（慶応元年11月22日）- 1921年（大正10年）10月19日）は、明治から大正期の大地主、実業家、政治家。衆議院議員、貴族院多額納税者議員。平六12代当主。

## 経歴
陸奥国紫波郡、のちの岩手県紫波郡日詰町（現紫波町）で、代々清酒醤油醸造業を営む平井家、要蔵の長男として生まれた。和漢学、数学を修めた。1893年（明治26年）4月、祖父・六右衛門の跡を継いだ。
醸造業、農業、鉱山業（綱取鉱山）を営む。紫波牛馬市場社長、岩手銀行取締役、盛岡銀行取締役、花巻銀行取締役、岩手製鉄取締役、白河醸造取締役、南部鉄瓶取締役、岩手電気工業監査役、盛岡電気監査役、岩手軽便鉄道監査役などを歴任。その他、1895年（明治28年）以降、岩手県勧業諮問会員、日詰町学務委員、同農会長、紫波郡参事会員、所得税調査委員、岩手県地方森林会議員なども務めた。
1915年（大正4年）3月、第12回衆議院議員総選挙に岩手県郡部から立憲政友会所属で出馬して当選し、衆議院議員を1期務めた。1919年（大正8年）補欠選挙で岩手県多額納税者として貴族院議員に互選され、同年8月21日に就任し、交友倶楽部に所属して活動したが、在任中に死去した。

## 家族・親族
- 養女 カツ (貴族院議員 中村治兵衛 (貴族院議員)四女)[11]